# Драган Ј. Ристић
Драган Ј. Ристић (Ниш, 1948) српски је књижевник и преводилац.

## Биографија
У Београду је дипломирао на Филолошки факултет|Филолошком факултету - германистику, где је и завршио постдипломске студије. Члан је Удружења књижевника Србије. Пише прозу, сатиру, афоризме, хаику поезију, рецензије, есеје, књижевну критику. Бави се књижевним превођењем. Поред стотине превода објављених у часописима и новинама, приредио је и превео више књига. Заступљен је у бројним антологијама. Добитник је многих књижевних награда у земљи и иностранству. Дела су му превођена на јапански, енглески, немачки, италијански, француски, руски, словеначки, македонски језик. Од 1996. године је главни и одговорни уредник часописа "Хаику новина". Живи и ради као професор немачког језика у Нишу.

## Преводи дела немачких писаца на српски језик
- „Антологија најкраће немачке приче“ - приредио и превео (издавач „Орбис“, 1993)
- „Голем“ - Густав Мајнрик, редактура (1993. год.)
- „Приче о господину Којнеру“ - Бертолд Брехт (издавач „Орбис“, 1994)
- „Записи 1992-93" - Елијас Канети (издавач „Народна књига“, 2000)

## Преводи дела српских писаца на немачки језик
- „Раскршћа ветрова“ - група аутора (2003)
- „Промицање месеца“ - Верица Живковић (2004)
- „Далеке птице“ - група аутора (2007)

## Збирке прича
- „Каљаче и катедрале - 88 најкраћих прича“ (издавач „Зограф“, 2003)
- „Вреди се помучити - 99 кратко кратких прича“ (издавач „Мали Немо“, 2004)
- „Инсерти“ (коаутор са још пет писаца) (2004)
- „ПреЗЕНт анегдоте“ (коаутор са четири писца) (2006)
- „Ковачи своје среће“ (издавач НКЦ, 2010)

## Збирке хаику поезије
- „Из дневника једног хаиђина“ ("Просвета“ 1995)
- „Бубице у глави“ ("Пунта“ 2000)
- „Пчела у целофану“ ("Пунта“ 2001)
- „Цврчак у саксији“ ("Пунта“ 2002. год.)
- „Раскршће ветрова“ - енглески, српски, немачки и француски језик ("Пунта“ 2003)
- „Час чудоређа“ (издавач „Апостроф“, 2004)
- „Обзнањено“ (издавач „Пунта“, 2007)
- „Ђавоља Варош“ (издавач „Свен“, 2011)

## Награде
- Награда Славиша Николин Живковић 2019. године  на конкурсу за најбољи необјављени књижевни рукопис написан на српском језику који расписује Друштво књижевника и књижевних преводилаца Ниша за збирку прича Марфијево дошаптавање – 101 минијатура по Марфијевом закону Артура Блоха [2]